# USS Hornet (1813)
De vierde USS Hornet (1813) was een gewapende schoener van de United States Navy, die aangekocht werd in Georgetown D.C. in 1813 en in dienst gesteld op 15 maart 1814. 

## Korte geschiedenis
Haar bevelhebber was zeilmeester Joseph Middleton. De "USS Hornet" diende vooral als een verzend- en koerierdienstenschip langs de Oostelijke kust van de Verenigde Staten, met begeleidingstaken in sommige havens en langs de kusten voor onderzoekswerkzaamheden. Na deze veelzijdige hulptaken werd ze uiteindelijk verkocht in Norfolk, Virginia in 1820.

## USS Hornet (1813)
- Type: Schoener - United States Navy
- Aangekocht: Georgetown D.C. (Washington D.C.) in 1813
- Bemanning: 57 officieren en manschappen
- Voortstuwing: Gezeild (twee masten en boegspriet)
- Verkocht: Naar Norfolk in 1820
- Bewapening: 5 x 18-pounders